# Straßenbahn Bucheon
Die Straßenbahn Bucheon ist ein geplantes Straßenbahnsystem in der südkoreanischen Stadt Bucheon. Es soll zunächst aus einer Linie bestehen und von der Bucheon Transportation Corporation (BTC) mit oberleitungslosen Straßenbahnzügen von Hyundai Rotem betrieben werden.

## Geschichte

### Situation vor den ersten Planungen
Bucheon ist eine ca. 53 km² große und 850 000 Einwohner zählende Stadt, die zwischen Seoul und Incheon liegt. Sie liegt geografisch ungünstig zwischen beiden Städten, sodass das Verkehrsaufkommen in der Stadt extrem hoch ist. Des Weiteren wird die Stadt durch den starken Busverkehr (innerstädtisch und Überland) zusätzlich belastet.

### Erste Straßenbahn-Planungen (1990er Jahre bis 2017)
Erste Pläne für ein Straßenbahnnetz entstanden schon in den 1990er Jahren. Damals bestand der Plan aus einer Ring- und Nord-Süd-Linie. Die Ringlinie sollte demnach unter anderem zwischen der Bucheon-Station und der Songnae-Station fahren. Die Nord-Süd-Linie sollte vom Gimpo-Flughafen in das Stadtzentrum und weiter in den Süden, Richtung Sosa-Dong fahren. Die Pläne wurden allerdings aus finanziellen Gründen nicht weiter verfolgt. 
2011 eröffnete die Stadt zwischen der Songnae-Daero und der Songnae-Station eine Linie, die ausschließlich mit bimodalen Straßenbahnzügen betrieben wurde. Diese Linie wurde zu Testzwecken bezüglich des Ausstoßes von Emissionen bei Massentransportfahrzeugen eingeführt. Die Testlinie diente als Grundlage für das Straßenbahnprojekt. Am 14. Februar 2017 gab die Stadtverwaltung ihre Pläne für eine neue Straßenbahn bekannt und meldete diese im Nationalen Ministerium zur Förderung an. 2019 wurde das Projekt zur Förderung und Realisierung freigegeben.

### Eröffnung der Straßenbahn (2022)
Die Stadt plant, die Straßenbahn bis Ende 2022 zu realisieren. Weitere Linien sind bisher nicht geplant.

## Fahrzeuge
Betrieben werden soll das System von oberleitungslosen Straßenbahnwagen der Firma Hyundai Rotem. Diese entwickelt seit 2010 Straßenbahnfahrzeuge, die ähnlich wie Batteriebusse, an den Endstationen aufgeladen werden und die komplette Strecke ohne weitere Energiezufuhr befahren können.

## Im Bau befindliche Linie

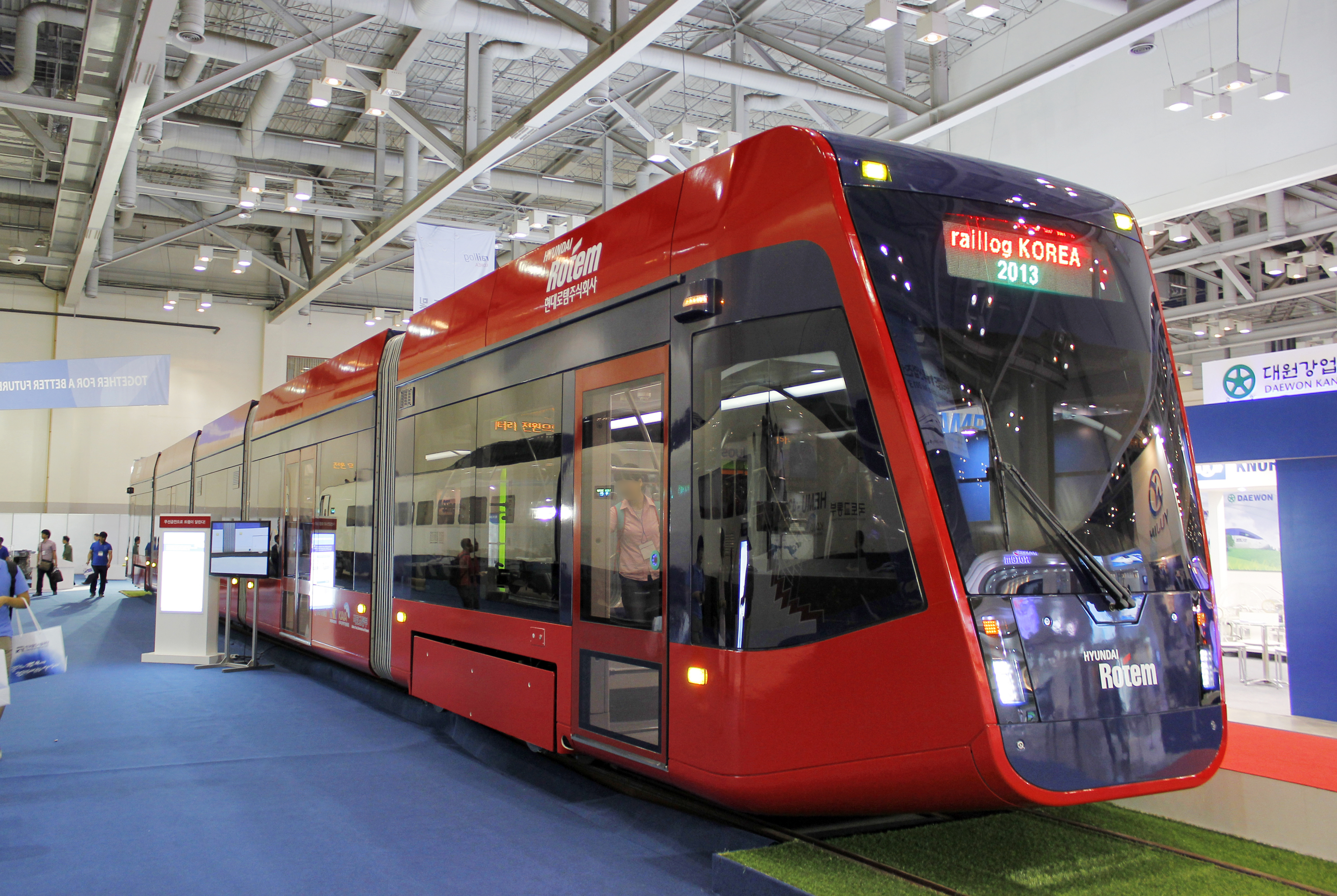
Straßenbahnprototyp, soll auf den neuen Strecken eingesetzt werden

| Farbe               | Liniennummer        | Name (Hangeul)      | Ausgangstation      | Endstation          | Anzahl der Stationen | Gesamtlänge         | Bauzeitraum         |
| Straßenbahn Bucheon | Straßenbahn Bucheon | Straßenbahn Bucheon | Straßenbahn Bucheon | Straßenbahn Bucheon | Straßenbahn Bucheon  | Straßenbahn Bucheon | Straßenbahn Bucheon |
| ------------------- | ------------------- | ------------------- | ------------------- | ------------------- | -------------------- | ------------------- | ------------------- |
|                     | 1                   | 1호선               | Songnae-Station     | Bucheon-Station     | 19                   | 9 km                | –2022               |